# Миодраг Пантелич
Миодраг Пантелич е бивш сръбски футболист, играл за Левски София.

## Кариера
Започва кариерата си във Войводина Нови Сад през 1992. През 1995 е повикан за националния отбор на Югославия. Година по-късно преминава в любимия си тим от детството - Цървена Звезда. Става един от най-важните футболисти в отбора. През 2000 преминава в Далиан, където треньор е сънародника му Косанович. Миодраг става най-добър футболист в шампионата. През 2001 Люпко Петрович го взима в Левски. За 3 сезона в Левски вкарва 13 гола в 83 мача и оставя добри впечатления. През 2004 се връща в Китай с екипа на Съчуан Гуанчън. През зимата на 2004 се появяват слухове, че Пантелич може да се върне обратно в Левски . След това се връща в Далиан и през 2006 става втори в шампионата. През 2007 се връща в родния си Войводина, но изиграва само 9 мача. Същата година играе за кратко във ФК Пекин Гуан, а след това отново във Войводина.